# Fifflekullsgölen
Fifflekullsgölen är en sjö i Vetlanda kommun i Småland och ingår i Emåns huvudavrinningsområde. Sjön är 19 meter djup, har en yta på 0,108 kvadratkilometer och är belägen 216,5 meter över havet. Vid provfiske har abborre, gädda, lake och mört fångats i sjön.

## Delavrinningsområde
Fifflekullsgölen ingår i det delavrinningsområde (636075-145608) som SMHI kallar för Mynnar i Grumlan. Avrinningsområdets medelhöjd är 220 meter över havet och ytan är 36,96 kvadratkilometer. Räknas de 2 delavrinningsområdena uppströms in blir den ackumulerade arean 110,08 kvadratkilometer. Hjärtån som avvattnar avrinningsområdet har biflödesordning 3, vilket innebär att vattnet flödar genom totalt 3 vattendrag innan det når havet efter 164 kilometer. Delavrinningsområdet består mestadels av skog (68 procent), öppen mark (10 procent) och jordbruk (15 procent). Avrinningsområdet har 0,77 kvadratkilometer vattenytor vilket ger det en sjöprocent på 2,1 procent. Bebyggelsen i området täcker en yta av 0,33 kvadratkilometer eller 1 procent av avrinningsområdet.